# Охотск (аэропорт)
Аэропорт «Охотск» — региональный аэропорт, расположен в 12 км от посёлка Охотск Хабаровского края. Обеспечивает регулярное авиасообщение с региональным центром — Хабаровском. Также осуществляются рейсы в Николаевск-на-Амуре и Якутск, имеется вертолётное сообщение с другими населёнными пунктами Охотского района.
В самом аэропорту существует 2 выхода на посадку и 1 стойка для регистрации.

## Технические характеристики

### Размеры ВПП
ВПП 1 1780х36, 
ВПП 2 2150х75 м.

### Покрытие аэродрома
ВПП-1, все РД и перрон укрыты сборным металлическим покрытием из полос К-1-Д. В аэропорту имеется 4 стоянки для ВС.
ВПП-2 резервная, покрытие — грунт.

### Принимаемые типы воздушных судов
Ан-12, Ан-24, Ан-26, Ан-28, Ан-30, Ан-32, Ан-72, Ан-74, Як-40, Л-410, вертолеты всех типов без ограничений согласно регламенту работы аэродрома.

## Показатели деятельности
| год             | 2014 | 2015 | 2016 | 2017 | 2019 | 2020 | 2021 |
| тыс. пассажиров | 24,1 | 24,9 | 28,0 | 27,8 | 30,5 | 26,2 | 30,0 |
| Источники:      |      |      |      |      |      |      |      |